# 5130 Ilioneus
5130 Ilioneus eller 1989 SC7 är en trojansk asteroid i Jupiters lagrangepunkt L5. Den upptäcktes 30 september 1989 av den amerikanska astronomen Carolyn S. Shoemaker vid Palomar-observatoriet. Den är uppkallad efter Ilioneus i den grekiska mytologin..
Asteroiden har en diameter på ungefär 60 kilometer.